# JK Pärnu Tervis
JK Pärnu Tervis war ein estnischer Fußballverein. Sein Heimatstadion ist das Raeküla staadion von Pärnu mit einem Fassungsvermögen von 500 Besuchern.

## Vereinsgeschichte
Der Verein JK Pärnu Tervis wurde 1922 gegründet. Seine Farben waren die estnischen Nationalfarben blau, schwarz und weiß. Er spielte in seiner Geschichte in verschiedenen estnischen Spielklassen, darunter der höchsten estnischen Division Meistriliiga und der zweiten Spielklasse Esiliiga.
Von 1996 bis 2002 hieß der Fußballverein SK Lelle und trug seine Heimspiele in Lelle, einem Dorf in der Landgemeinde Kehtna (Kreis Rapla) aus. 2002 erhielt der Verein seinen alten Namen zurück.

## Platzierungen
| Saison   | Spielklasse | Endplatzierung | Tore +/- | Punkte |
| -------- | ----------- | -------------- | -------- | ------ |
| 1992/93  | II          | 1              | +62      | 26     |
| 1993/94  | I           | 8              | −29      | 12     |
| 1994/95  | II          | 1              | +38      | 22     |
| 1995/96  | I           | 6              | −4       | 13     |
| 1996/97* | I           | 4              | +4       | 21     |
| 1997/98* | I           | 8              | −23      | 10     |
| 1998*    | I           | 8              | −29      | 3      |
| 1999*    | I           | 7              | −20      | 24     |
| 2000*    | II          | 8              | −79      | 16     |
| 2001*    | II          | 8              | −121     | 3      |
| 2002*    | III         | 1              | +40      | 49     |
| 2003     | II          | 2              | +33      | 51     |
| 2004     | II          | 3              | +20      | 56     |
| 2005     | II          | 5              | +20      | 50     |

* unter dem Vereinsnamen SK Lelle

## Europapokalbilanz
| Saison | Wettbewerb         | Runde        | Gegner                 | Gesamt | Hin     | Rück |
| ------ | ------------------ | ------------ | ---------------------- | ------ | ------- | ---- |
| 1995   | UEFA Intertoto Cup | Gruppenphase | FK Budućnost Podgorica | 1:3    | 1:3 (H) | -    |
| 1995   | UEFA Intertoto Cup | Gruppenphase | Nea Salamis Famagusta  | 0:2    | 0:2 (A) | -    |
| 1995   | UEFA Intertoto Cup | Gruppenphase | Bayer 04 Leverkusen    | 1:6    | 1:6 (H) | -    |
| 1995   | UEFA Intertoto Cup | Gruppenphase | OFI Kreta              | 0:2    | 0:2 (A) | -    |

Gesamtbilanz: 4 Spiele, 4 Niederlagen, 2:13 Tore (Tordifferenz −11)

## Berühmte frühere Spieler
- Martin Kaalma
- Liivo Leetma
- Alari Lell
- Andres Oper
- Raio Piiroja
- Taavi Rähn
- Urmas Rooba
- Sergei Terehhov
- Atko Väikmeri
- Rain Vessenberg
- Indrek Zelinski